# Ernst Westerlund
Ernst Theodor Georgsson Westerlund (19 de marzo de 1893-13 de octubre de 1961) fue un deportista finlandés que compitió en vela en la clase 6 Metre. Participó en dos Juegos Olímpicos de Verano en los años 1948 y 1952, obteniendo una medalla de bronce en Helsinki 1952 en la clase 6 Metre.

## Palmarés internacional
| Juegos Olímpicos | Juegos Olímpicos     | Juegos Olímpicos  | Juegos Olímpicos |
| Año              | Lugar                | Medalla           | Clase            |
| ---------------- | -------------------- | ----------------- | ---------------- |
| 1952             | Helsinki (Finlandia) | Medalla de bronce | 6 Metre          |